# József Antall

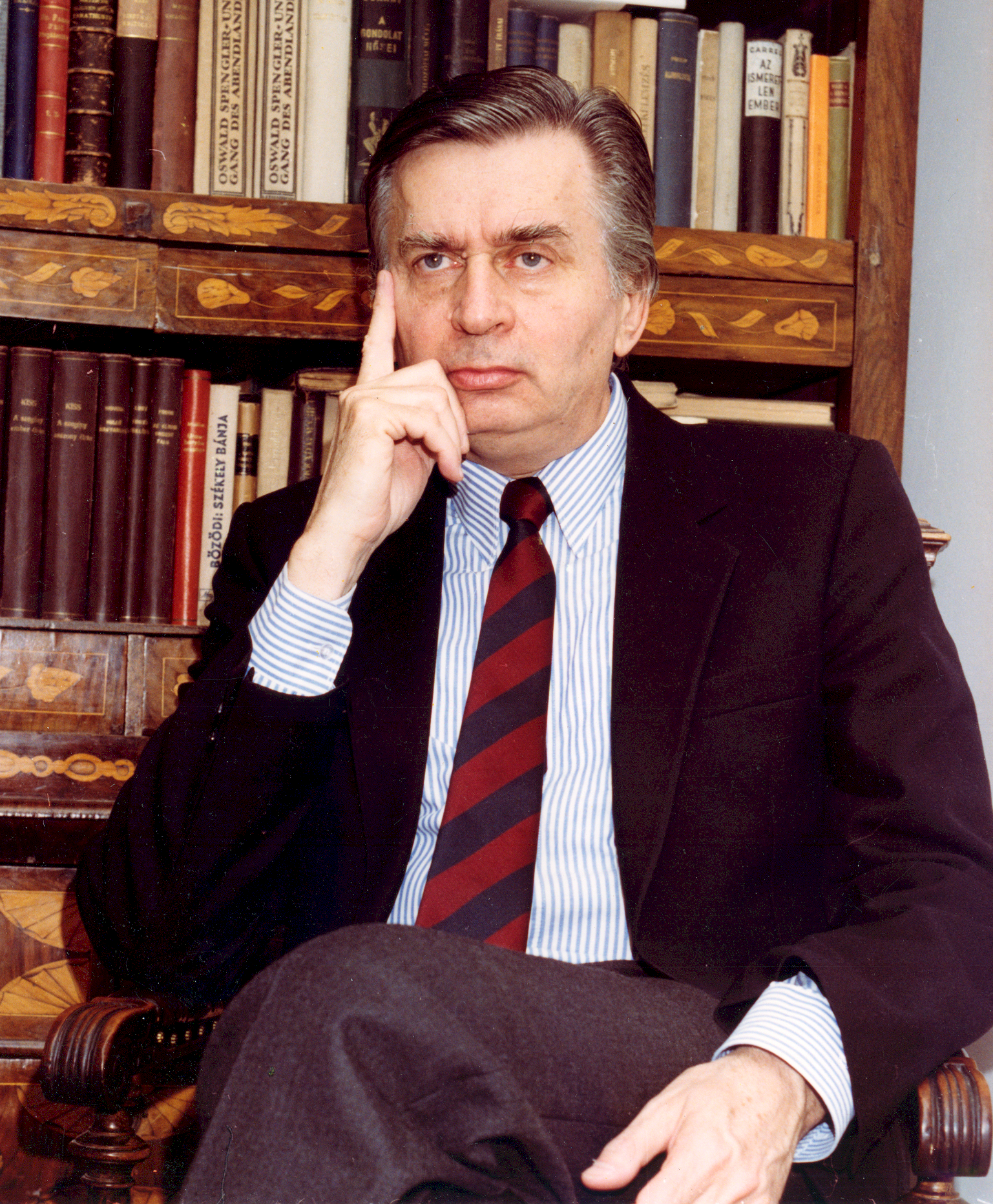
József Antall

 József Antall de Kisjenő (Pestújhely, 8 april 1932 – Boedapest, 12 december 1993) was een Hongaarse intellectueel en politicus. Hij was van 1990-1993 de eerste postcommunistische minister-president van Hongarije. Het József Antallgebouw van het Europees Parlement werd naar hem vernoemd.

## Afkomst
Antall werd geboren in een kleinadelijke familie. Zijn vader, József Antall Sr, was een hoge ambtenaar en in 1931 medeoprichter van de Partij van Kleine Landbouwers. Tijdens de Tweede Wereldoorlog was hij regeringsgevolmachtigde voor vluchtelingenzaken. In 1945-46 was Antall Sr minister in het kabinet-Tildy, later hoofd van het Hongaarse Rode Kruis. Na de communistische machtsovername trok hij zich terug. Antall Sr werd in 1991 postuum onderscheiden door Yad Vashem.
Antall Jr voltooide de middelbare school in 1950. Hij studeerde Hongaars en geschiedenis in Boedapest en behaalde diploma’s als conservator en bibliothecaris. Na zijn studie kreeg hij een betrekking bij het Nationaal Archief, en in 1955 werd hij leraar aan een gymnasium in Boedapest.

## Communistische periode
Tijdens de Hongaarse Opstand in 1956 was hij voorzitter van het revolutionair comité van zijn school en actief bij de organisatie van de landbouwerspartij en van een christelijk-democratische jeugdbeweging. Na de revolutie werd hij meerdere malen gearresteerd. Hoewel hij aanvankelijk zijn werk als leraar kon voortzetten, kreeg hij in 1959 alsnog een onderwijsverbod. Antall werkte twee jaar als bibliothecaris, daarna bij het Semmelweis Museum voor geneeskunde. Vanaf 1974 was hij directeur van deze instelling.

## Minister-president
In maart 1989 werd Antall door het Hongaars Democratisch Forum (MDF) gedelegeerd naar de Rondetafelconferentie van de Oppositie, die een belangrijke rol speelde bij de overgang van communisme naar democratie. In oktober van hetzelfde jaar werd hij gekozen tot voorzitter van het MDF. Na de eerste post-communistische Hongaarse verkiezingen van 1990 was tot 1994 het MDF aan de macht. József Antall werd Hongaars premier en noemde zichzelf "premier van 10 miljoen Hongaren in de juridische betekenis van het woord, maar in de spirituele betekenis van het woord de premier van alle 15 miljoen Hongaren" - ook die van in het buitenland, een symbolisch gebaar voor de Hongaarse minderheden rond Hongarije. Het MDF had daarvoor campagne gevoerd tegen het "onrecht van Trianon". Deze woorden uit hun context gehaald, leidden tot diplomatieke spanningen met onder andere Roemenië, waar een aanzienlijke Hongaarse minderheid woont. In september 1990 werd lymfeklierkanker bij Antall vastgesteld. Hij overleed in 1993, voor het einde van zijn ambtstermijn, en werd opgevolgd door Péter Boross, minister van binnenlandse zaken.